# Kuupik Kleist
Jakob Edvard Kuupik Kleist (Qullissat, 31 maart 1958) was tussen 12 juni 2009 en 5 april 2013 de premier van Groenland.